# Manuha
Cette page contient des caractères spéciaux ou non latins. S’ils s’affichent mal (▯, ?, etc.), consultez la page d’aide Unicode.
Manuha (birman မနူဟာ ; môn မကုတရာဇာ) fut le dernier souverain du royaume de Thaton. Monté sur le trône dans les années 1030, il régna jusqu'en 1057, où il fut vaincu par Anawrahta, du royaume de Pagan. Selon la tradition mône, Manuha était le 59e roi de Thaton depuis la fondation de la ville à l'époque du Bouddha, au VIe siècle avant notre ère
L'historiographie mône et birmane traditionnelle affirme qu'Anawrahta, récemment converti au bouddhisme theravada, fit demander à Manuha un exemplaire du Tipitaka, le canon bouddhique en pâli. Manuha aurait rejeté sa demande en déclarant que les birmans incultes du nord en étaient indignes. Anawrahta prit occasion de ce refus pour envahir le royaume de Thaton. Malgré ce récit, il est plus probable qu'Anawrahta conquit Thaton pour s'opposer à l'avance de l'empire khmer vers la côte du Tenasserim.

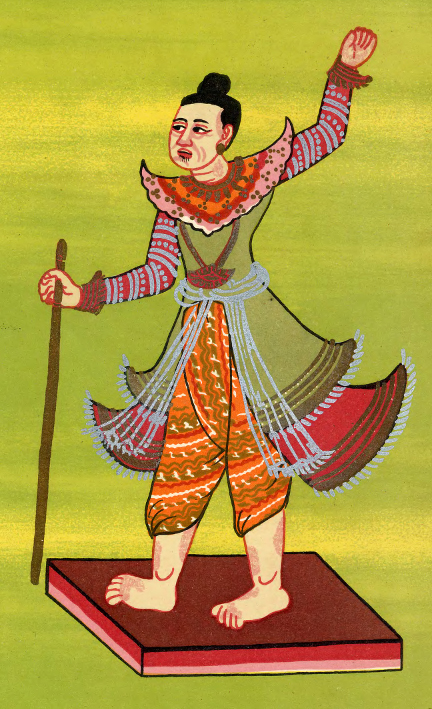
Le Nat Nyaung Gyin, illustration de : Temple, Sir Richard Carnac. The Thirty-Seven Nats. A Phase of Spirit Worship Prevailing in Burma. Londres, W. Griggs, 1906.

Manuha et sa famille furent déportés à Pagan avec 30 000 moines et artisans. Entre 1050 et 1085, ces ouvriers et artisans môns participèrent à la construction d'à peu près 2000 monuments à Pagan, dont la splendeur rivalise encore aujourd'hui avec celle d'Angkor.
À Pagan, Manuha obtint l'autorisation de construire le temple qui porte son nom. Achevé en 1059, il abrite quatre énormes statues du bouddha, presque trop grandes pour lui. Leur situation étriquée est censée figurer la situation inconfortable du « roi captif ».
Selon Louis Frédéric, le Temple de Nanpaya a également été construit par Manuha.

## Nyaung Gyin
Les proches de Manuha connurent une triste fin. Un de ses fils mourut de la lèpre et devint sous le nom de Nyaung Gyin l'un des 37 Nats (esprits) vénérés en Birmanie. Le reste de la famille fut transféré comme esclave à la Pagode Shwezigon.